# Melanie Leupolz
Melanie Leupolz (in tedesco: "Melani Loipolz") (Wangen im Allgäu, 14 aprile 1994) è un'ex calciatrice tedesca, di ruolo centrocampista.
Durante la carriera ha giocato sia in patria che all'estero, collezionando un gran numero di trofei sia nei club, principalmente in Germania e Inghilterra, che in nazionale, sia a livello giovanile che con la nazionale maggiore, conquistando con quest'ultima, al netto di 79 presenze e 13 reti realizzate, un Europeo, all'edizione diSvezia 2013, e una medaglia d'Oro olimpica a Rio de Janeiro 2016.

## Carriera
Il 3 luglio 2024, Leupolz passa a titolo definitivo al Real Madrid, nella massima serie spagnola.

## Statistiche

### Presenze e reti nei club
Aggiornata al 3 luglio 2024.
| Stagione             | Squadra              | Campionato           | Campionato | Campionato | Coppe nazionali | Coppe nazionali | Coppe nazionali | Coppe internazionali | Coppe internazionali | Coppe internazionali | Altre coppe | Altre coppe | Altre coppe | Totale | Totale |
| Stagione             | Squadra              | Comp                 | Pres       | Reti       | Comp            | Pres            | Reti            | Comp                 | Pres                 | Reti                 | Comp        | Pres        | Reti        | Pres   | Reti   |
| -------------------- | -------------------- | -------------------- | ---------- | ---------- | --------------- | --------------- | --------------- | -------------------- | -------------------- | -------------------- | ----------- | ----------- | ----------- | ------ | ------ |
| 2010-2011            | Friburgo             | 2FB                  | 16         | 6          | CG              | 1               | 0               | -                    | -                    | -                    | -           | -           | -           | 17     | 6      |
| 2011-2012            | Friburgo             | FB                   | 20         | 3          | CG              | 1               | 0               | -                    | -                    | -                    | -           | -           | -           | 21     | 3      |
| 2012-2013            | Friburgo             | FB                   | 21         | 3          | CG              | 3               | 0               | -                    | -                    | -                    | -           | -           | -           | 24     | 3      |
| 2013-2014            | Friburgo             | FB                   | 18         | 1          | CG              | 4               | 1               | -                    | -                    | -                    | -           | -           | -           | 22     | 2      |
| Totale Friburgo      | Totale Friburgo      | Totale Friburgo      | 75         | 13         | -               | 9               | 1               | -                    | -                    | -                    | -           | -           | -           | 84     | 14     |
| 2014-2015            | Bayern Monaco        | FB                   | 22         | 4          | CG              | 2               | 1               | -                    | -                    | -                    | -           | -           | -           | 24     | 5      |
| 2015-2016            | Bayern Monaco        | FB                   | 17         | 2          | CG              | 4               | 0               | WCL                  | 2                    | 1                    | -           | -           | -           | 23     | 3      |
| 2015-2016            | Bayern Monaco        | FB                   | 10         | 0          | CG              | 1               | 2               | WCL                  | 1                    | 2                    | -           | -           | -           | 12     | 4      |
| 2017-2018            | Bayern Monaco        | FB                   | 19         | 0          | CG              | 4               | 1               | WCL                  | 2                    | 0                    | -           | -           | -           | 25     | 1      |
| 2018-2019            | Bayern Monaco        | FB                   | 11         | 0          | CG              | 4               | 0               | WCL                  | 5                    | 1                    | -           | -           | -           | 20     | 1      |
| 2019-2020            | Bayern Monaco        | FB                   | 20         | 6          | CG              | 1               | 0               | WCL                  | 3                    | 0                    | -           | -           | -           | 24     | 6      |
| Totale Bayern Monaco | Totale Bayern Monaco | Totale Bayern Monaco | 99         | 12         | -               | 16              | 4               | -                    | 13                   | 4                    | -           | -           | -           | 128    | 20     |
| 2020-2021            | Chelsea              | SL                   | 19         | 5          | CI              | 4               | 2               | WCL                  | 7                    | 1                    | CL          | 4           | 2           | 34     | 10     |
| 2021-2022            | Chelsea              | SL                   | 7          | 0          | CI              | -               | -               | WCL                  | 6                    | 1                    | CL          | -           | -           | 13     | 1      |
| 2022-2023            | Chelsea              | SL                   | 7          | 0          | CI              | 4               | 0               | WCL                  | 4                    | 0                    | CL          | 2           | 0           | 17     | 0      |
| 2023-2024            | Chelsea              | SL                   | 11         | 1          | CI              | 4               | 0               | WCL                  | 4                    | 0                    | CL          | 2           | 0           | 21     | 1      |
| Totale Chelsea       | Totale Chelsea       | Totale Chelsea       | 44         | 6          | -               | 12              | 2               | -                    | 21                   | 2                    | -           | 8           | 2           | 85     | 12     |
| 2024-2025            | Real Madrid          | PD                   | -          | -          | CI              | -               | -               | WCL                  | -                    | -                    | SS          | -           | -           | -      | -      |
| Totale carriera      | Totale carriera      | Totale carriera      | 218        | 31         | -               | 37              | 7               | -                    | 34                   | 6                    | -           | 8           | 2           | 297    | 46     |

## Palmarès

### Club
- Campionato tedesco di seconda divisione: 1

Friburgo: 2010-2011
- Campionato tedesco: 2

Bayern Monaco: 2014-2015, 2015-2016
- Campionato inglese: 2

Chelsea: 2020-2021, 2021-2022
- Women's FA Cup: 3

Chelsea: 2020-2021, 2021-2022, 2022-2023
- FA Women's League Cup: 1

Chelsea: 2020-2021
- FA Women's Community Shield: 1

Chelsea: 2020

### Nazionale
- Campionato europeo femminile di calcio: 1

2013
- Oro olimpico: 1

Rio de Janeiro 2016

### Individuale
- Fritz-Walter-Medaille

 Oro 2013
 Bronzo 2011